# Johan De Muynck
Johan De Muynck (né le 30 mai 1948 à Sleidinge) est un coureur cycliste belge. Il est professionnel de 1971 à 1983.
Il s'est notamment imposé sur le Tour d'Italie 1978, la dernière victoire belge sur un grand tour avant celle de Remco Evenepoel sur le Tour d'Espagne 2022. Il compte également à son palmarès le Tour de Romandie 1976, qu'il gagne devant Roger De Vlaeminck et Eddy Merckx.

## Palmarès

### Palmarès année par année
- 1971
  - 3e du Grand Prix de l'Escaut
- 1973
  - Flèche brabançonne
- 1974
  - 3e du championnat de Belgique sur route
- 1975
  - 5ea étape du Tour de Belgique
  - 2e du Circuit Escaut-Durme
- 1976
  - Tour de Romandie : 
    - Classement général
    - 2e, 4e et 5eb (contre-la-montre) étapes

  - 6e étape du Tour d'Italie
  - 2e du Tour d'Italie
- 1977
  - 5e étape du Tour de Catalogne
  - 2e du Tour de Catalogne
  - 2e de Tours-Versailles
  - 2e de À travers Lausanne
  - 3e de Seillans-Draguignan
  - 5e du Tour de Romandie
  - 8e du Tour de Suisse
  - 8e du Tour de Lombardie
- 1978
  - Tour d'Italie :
    -  Classement général
    - 3e étape

  - 4e étape du Grand Prix du Midi libre
  - GP Cantagrillo :
    - Classement général
    - 2 épreuves

  - 3e du Tour de Romandie
  - 7e du Grand Prix du Midi libre
  - 9e de Tirreno-Adriatico
  - 9e du Tour de Lombardie
- 1980
  - 4e du Tour de France
  - 7e du Tour d'Espagne
- 1981
  - Subida a Arrate
  - 2e de la Prueba Villafranca de Ordizia
  - 7e du Tour de France
  - 8e du Tour de Romandie
  - 9e du Tour de Lombardie

### Résultats sur les grands tours

#### Tour de France
6 participations
- 1972 : abandon (4e étape)
- 1979 : abandon (10e étape)
- 1980 : 4e
- 1981 : 7e
- 1982 : 28e
- 1983 : abandon (13e étape)

#### Tour d'Italie
6 participations
- 1973 : 33e
- 1974 : 36e
- 1976 : 2e, vainqueur de la 6e étape,  maillot rose pendant 3 jours
- 1977 : non-partant (21e étape)
- 1978 :  Vainqueur du classement général, vainqueur de la 3e étape,  maillot rose pendant 18 jours
- 1979 : 19e

#### Tour d'Espagne
1 participation
- 1980 : 7e